# Smalininkai (Jurbarkas)
Smalininkai (deutsch Schmalleningken) ist eine Stadt (litauisch Miestas) und ein anbei gelegenes Dorf (kaimas) im Bezirk Tauragė, Litauen. Beide gehören zur Rajongemeinde Jurbarkas (Georgenburg) innerhalb des Amtsbezirks (seniūnija) Smalininkai.

## Geographische Lage

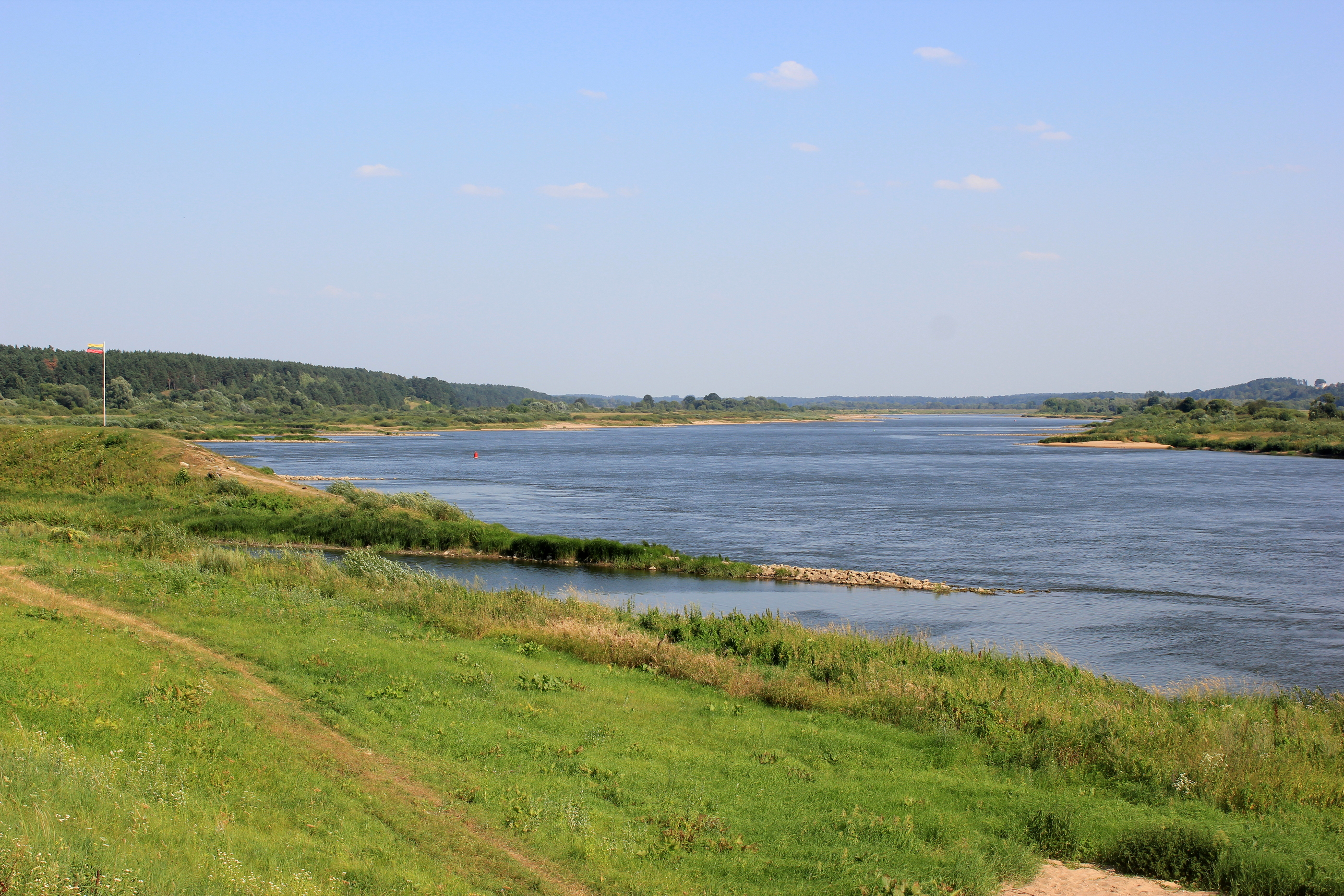
Die Memel in Smalininkai

Die Stadt und das Dorf Smalininkai liegen 30 Kilometer südöstlich der Bezirksstadt Tauragė (Tauroggen) und 44 Kilometer nordöstlich der Stadt Sowetsk (Tilsit), zu deren Landkreisgebiet das damalige Schmalleningken vor 1945 gehörte. Beide Orte liegen an der Nationalstraße KK 141, die Kaunas (107 Kilometer) über Jurbarkas (Georgenburg, 14 km) mit Pagėgiai (Pogegen, 47 km) und Klaipėda (Memel, 91 km) verbindet. Bei Smalininkai endet die von Tauragė über Sakalinė kommende Nationalstraße KK 147.

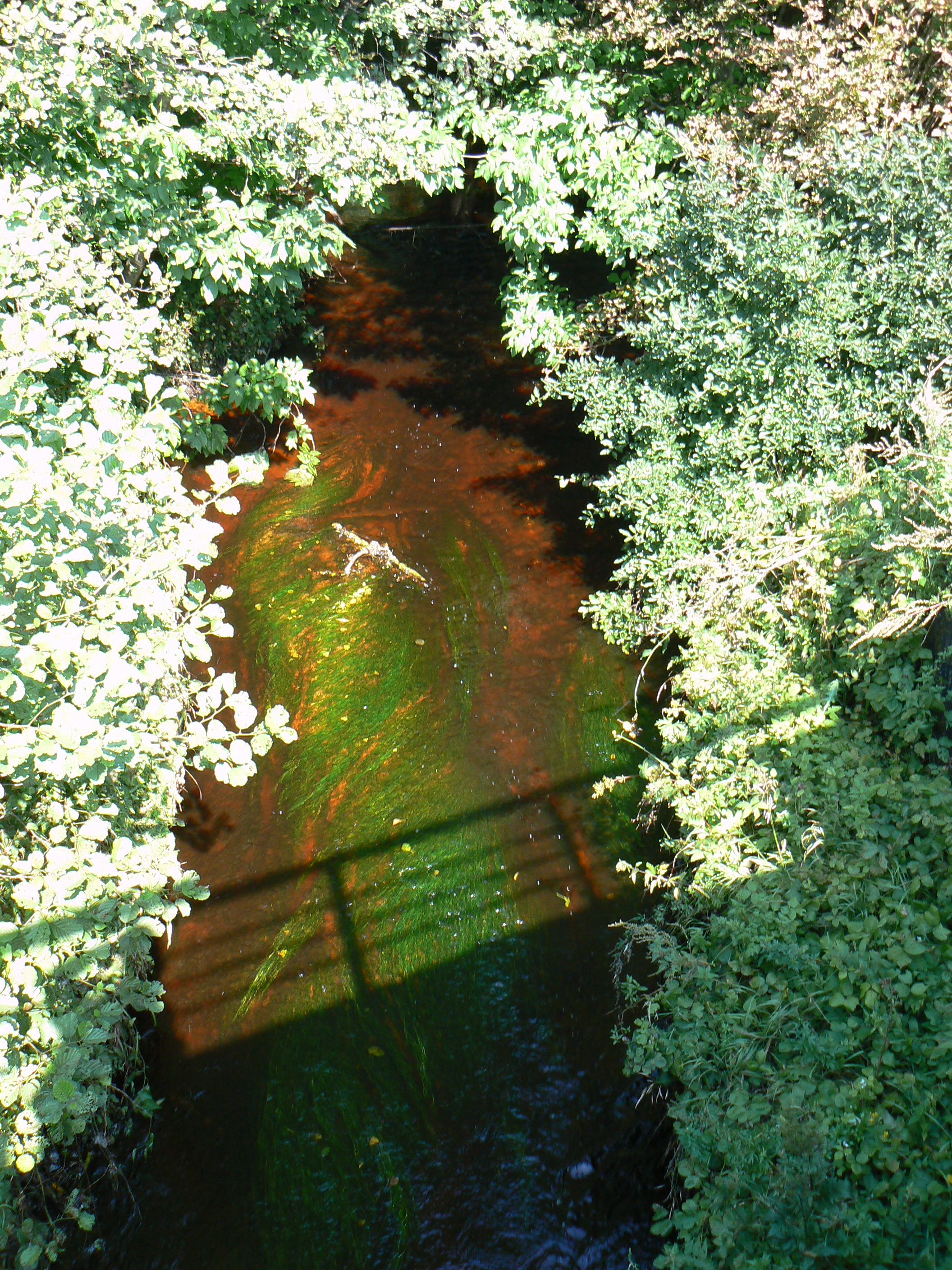
Die Swienta (Šventoji) bei Smalininkai

Im früheren Ortsteil Augstogallen der Stadt am Nordufer der Memel (litauisch Nemunas), dem heutigen Grenzfluss zur russischen Exklave und Oblast Kaliningrad (Gebiet Königsberg (Preußen)), mündet die lange ebenfalls als Grenzfluss geltende Swienta (litauisch Šventoji).

## Ortsname
Die litauische Ortsbezeichnung Smalininkai weist auf einen Teer- bzw. Pechbrenner hin (smala = Teer, Pech; smalius = Teerbrenner, -händler). Das Pech könnte aus Kiefernharz im nahegelegenen Waldgebiet Smalininkų miškas (Forst Schmalleningken) gewonnen worden sein und als Dichtungsmaterial u. a. für den Schiffbau gedient haben.

## Geschichte

### Smalininkai (Dorf)
Das heutige Dorf (kaimas) Smalininkai hat es vor 1945 nicht gegeben. Es liegt, angrenzend an die Stadtgrenze, zwei Kilometer nördlich der Stadt Smalininkai und westlich der Ortschaft Antšvenčiai (Antschwenten).
Hatte der Ort 1987 noch 1.069 Einwohner, so waren es 2001 nur noch 440 und 2011 lediglich 326. Smalininkai-Dorf ist einer von elf Orten innerhalb der Seniūnija (Amtsbezirk) Smalininkai, dessen Zentrum die Stadt Smalininkai ist.
Das Dorf Smalininkai ist bedeutend aufgrund seiner Schule für Technik und Betriebswirtschaft (Smalininkų technologijų ir verslo mokykla).

### Smalininkai (Stadt)

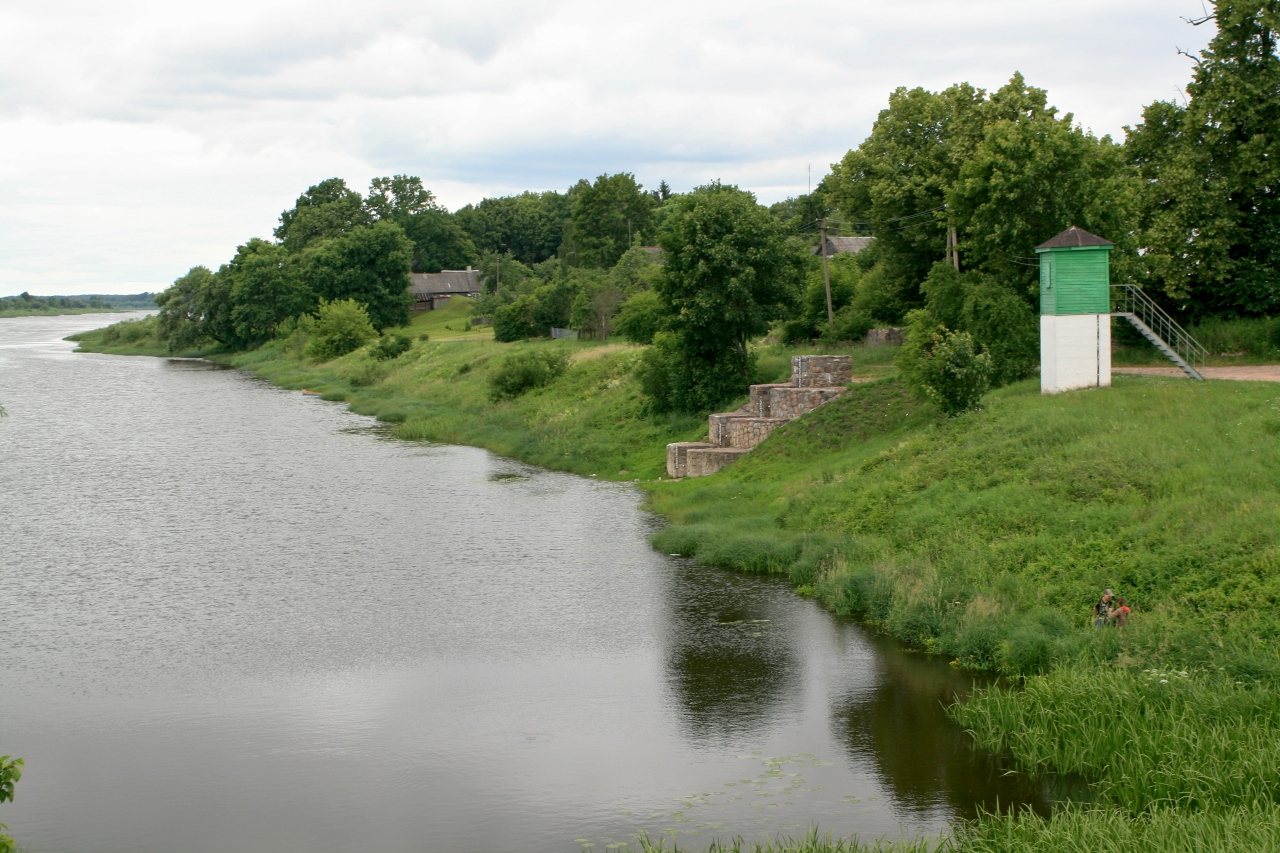
Hafen Smalininkai

Das Gebiet der Stadt (miestas) Smalininkai entspricht etwa der Fläche der früheren preußischen Landgemeinde Schmalleningken. Der Ort ist seit dem Ende des 15. Jahrhunderts urkundlich bezeugt. 1792 erhielt er das Marktrecht. Anfang des 19. Jahrhunderts bestand die Gemeinde aus fünf Dörfern: Augstogallen (90 Einwohner), Endruszen (heute litauisch: Endriušiai, 60 Einwohner), Schmalleningken (99 Einwohner), Schmalleningken-Zoll (12 Einwohner) und Wittkehmen (Vidkiemis, 89 Einwohner).
1837 wurde der Hafen Smalininkai errichtet. Zwischen 1874 und 1945 war Schmalleningken zweifaches Amtsdorf: für den Amtsbezirk Schmalleningken-Dorf und den Amtsbezirk Schmalleningken-Forst. Beide gehörten bis 1920 zum Kreis Ragnit, danach bis 1939 zum Kreis Pogegen im Memelgebiet und dann zum Landkreis Tilsit-Ragnit.
Im 19. Jahrhundert wurde die Chaussee Mikytai (heute litauisch: Mikytai) bis zur damaligen Staatsgrenze an der Swienta gebaut. Am Ufer der Memel entstand zwischen 1886 und 1888 ein Winterhafen, den viele Schiffe – auch während der Überschwemmungen und bei Eisgang – nutzten und der später mit einem hohen Damm versehen wurde. Im Jahre 1902 wurde die Kleinbahn Pogegen–Schmalleningken in Dienst gestellt. Sie wurde bis 1944 betrieben.
Schmalleningken war vor 1945 Sitz einer Oberförsterei, von der einige 1000 Hektar Wald (Forst Schmalleningken) verwaltet wurden.
Im Jahre 1910 zählte die Gemeinde Schmalleningken 1.972, der Gutsbezirk Oberförsterei 139 Einwohner. Die Zahl verringerte sich bis 1925 auf 1.741 (Gemeinde)  und 112 (Forstgutsbezirk) und belief sich 1939 noch auf insgesamt 1.321.
Im Jahre 1945 kam das Memelgebiet und mit ihm Schmalleningken zur Litauischen Sozialistischen Sowjetrepublik der Sowjetunion, und das Dorf wurde in „Smalininkai“ umbenannt. Jetzt ist es eine Stadt in der Rajongemeinde Jurbarkas im Bezirk Tauragė der seit 1992 bestehenden Republik Litauen. Die Stadt ist Zentrum eines Amtsbezirks (Senūnija).

#### Amtsbezirk Schmalleningken-Dorf (bis 1945)
Zum Amtsbezirk Schmalleningken-Dorf gehörten sieben Orte:
| Name                                    | Litauischer Name |
| --------------------------------------- | ---------------- |
| Antschwenten                            | Antšvenčiai      |
| Adlig Kassigkehmen                      | Kazikėnai        |
| Schmalleningken-Augstogallen            | Smalininkai      |
| Schmalleningken-Endruszen (-Endruschen) | Endriušiai       |
| Schmalleningken-Wittkehmen              | Vidkiemis        |
| Uszballen (Ußballen)                    | Užbaliai         |
| Usztilten (Ußtilten)                    | Užtilčiai        |

#### Amtsbezirk Schmalleningken-Forst (bis 1945)
Dem Amtsbezirk Schmalleningken-Forst waren ursprünglich zwei Ortschaften eingegliedert, am Ende war es nur noch eine:
| Name                  | Litauischer Name | Bemerkungen                                   |
| --------------------- | ---------------- | --------------------------------------------- |
| Abschruten            | Apšriūtai        | 1937 in den Amtsbezirk Wischwill umgegliedert |
| Schmalleningken-Forst | Smalininkai      |                                               |

## Religionen

### Kirchen

#### Evangelisch

##### Kirchengebäude

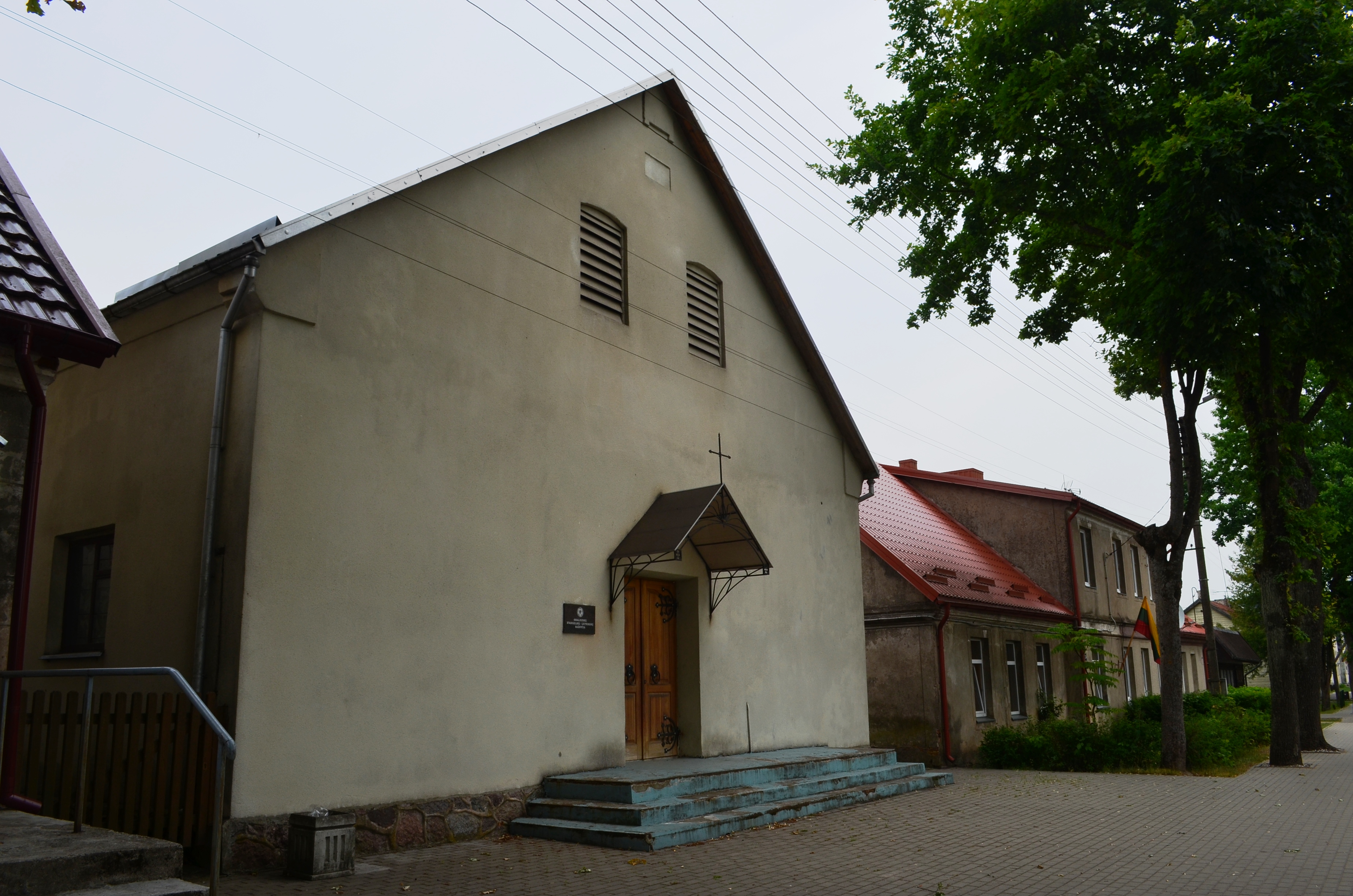
Heutige evangelisch-lutherische Kirche

Die 1877/1878 errichtete neugotische Backstein-Pfarrkirche wurde im Zweiten Weltkrieg zerstört und die Reste abgetragen. Heute dient das 1912 erbaute, zu Sowjetzeiten als Kino genutzte Gemeindehaus als Gottesdienststätte.

##### Kirchengemeinde
Im Jahre 1845 wurde Schmalleningken Kirchdorf, zu dessen Kirchspiel mehrere Orte von der Kirche Wischwill abgetrennt wurden. Im Jahre 1925 zählte die Pfarrei, in der seit 1845 ununterbrochen Pfarrer amtierten, 2.200 Gemeindeglieder. Anfangs war sie ein Teil des Kirchenkreises Ragnit, danach des Kirchenkreises Pogegen im Memelgebiet (mit eigenem Konsistorium), und ab 1939 im Kirchenkreis Tilsit-Ragnit in der Kirchenprovinz Ostpreußen der Kirche der Altpreußischen Union. Die heutige Gemeinde gehört zur Evangelisch-lutherischen Kirche in Litauen.
Von den beiden einstigen evangelischen Friedhöfen wird der eine (in Bahnhofsnähe) heute noch genutzt. Der innerorts liegende Friedhof ist noch als Parkanlage erhalten.

#### Katholisch

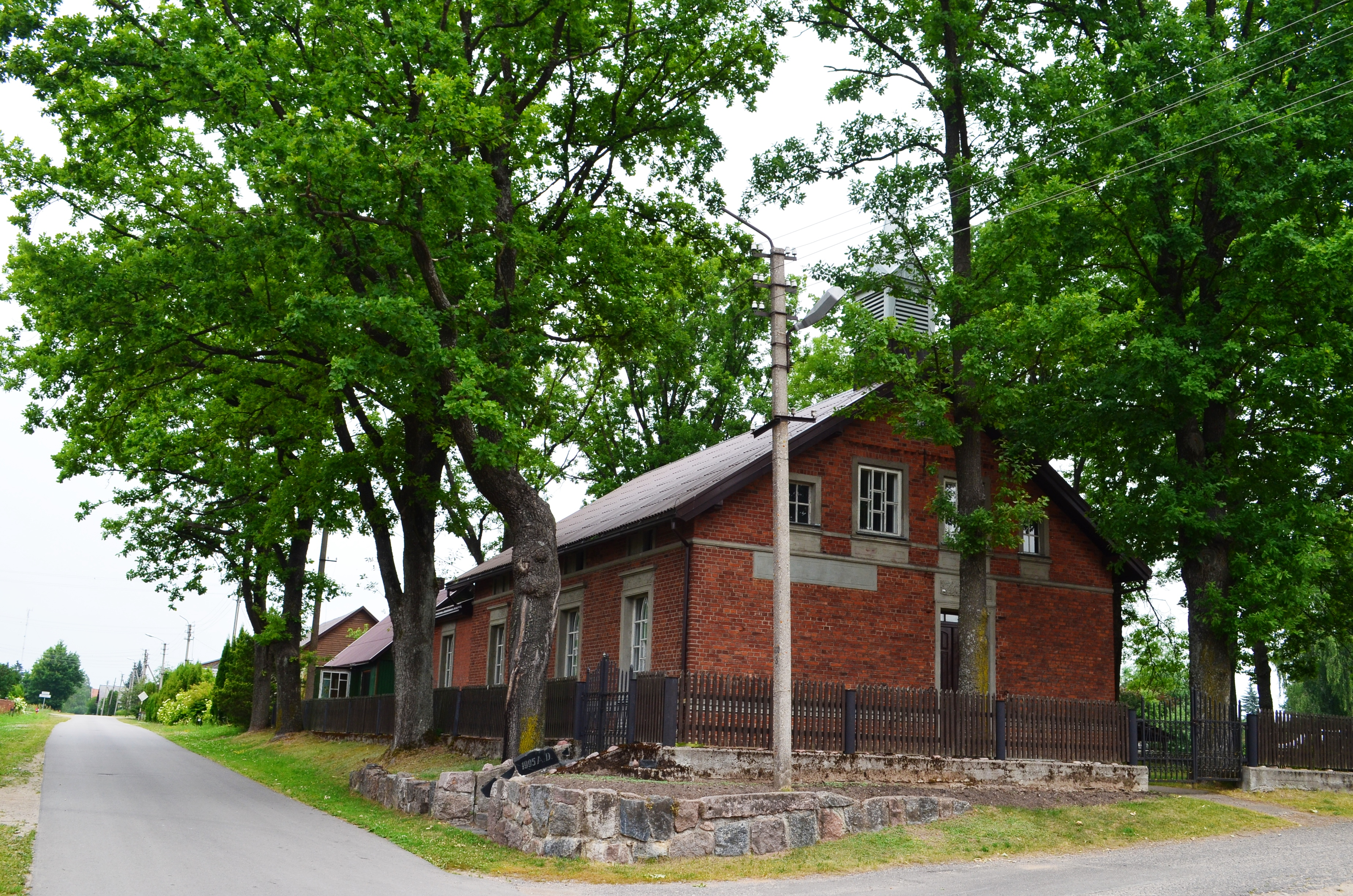
Katholische Kirche

Die Katholische Pfarrkirche St. Joseph (Smalininkų Šv. Juozapo bažnyčia) wurde im Jahre 1935 erbaut und am 28. Juli 1935 eingeweiht. Die Pfarrgemeinde gehört zum Dekanat Šilutė (Heydekrug) im Bistum Telšiai (Telschen) der Römisch-katholischen Kirche in Litauen.

### Synagoge
In Schmalleningken bestand bis vor 1945 eine Synagogengemeinde. Das Gelände des einstigen jüdischen Friedhofs (im einstigen Augstogallen) ist heute noch erkennbar.

## Schule
Schmalleningken ist Schulort. Das aus der Zeit vor 1945 stammende Schulgebäude ist heute noch erhalten und wurde in den 1990er Jahren zu einer Hotel-Pension umgebaut. Zu den prominenten Besuchern der Schule gehörte einst die spätere Politikerin Elisabeth Brönner.

## Amtsbezirk Smalininkai

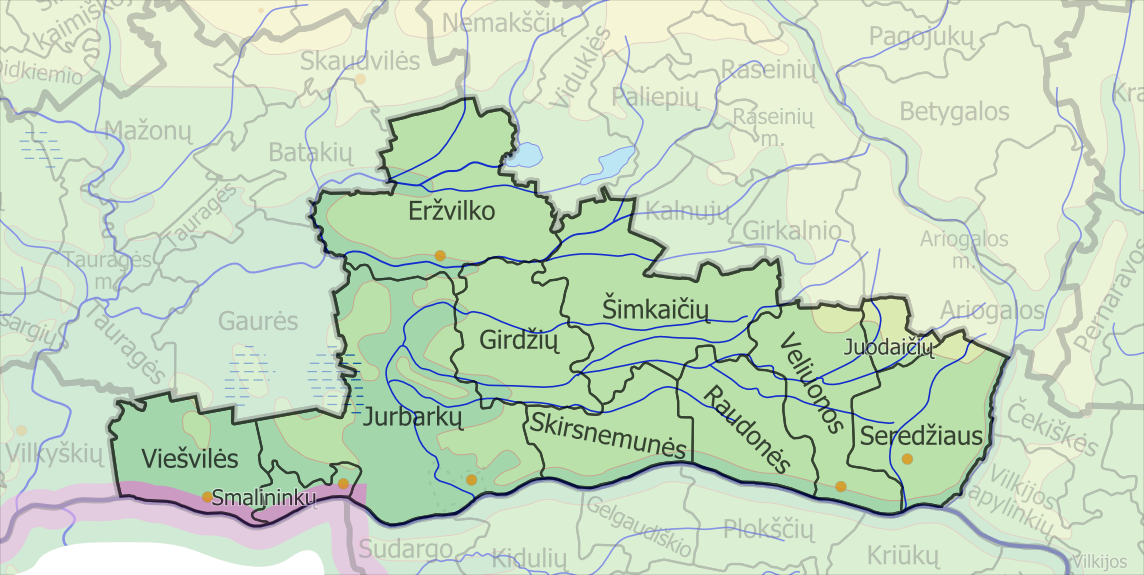
Die Lage des Amtsbezirks Smalininkai im Südwesten der Rajongemeinde Jurbarkas

Seit 1995 besteht die Smalininkų seniūnija, die zur Rajongemeinde Jurbarkas gehört. Im Amtsbezirk sind neben der Stadt Smalininkai sieben Dörfer und drei Einsitze (lit. viensėdis) mit insgesamt 1.286 Einwohnern auf einer Fläche von 22,3 km² zusammengeschlossen (Stand 2011). Der Amtsbezirk ist seit 2009 in die drei Unterbezirke (lit. Seniūnaitija) Smalininkų kaimo seniūnaitija, Smalininkų miesto seniūnaitija und Vidkiemio seniūnaitija eingeteilt. Zum Amtsbezirk gehören:
| Ortsname            | deutscher Name       | Status  | Unterbezirk                            |
| ------------------- | -------------------- | ------- | -------------------------------------- |
| Antšvenčiai         | Antschwenten         | Dorf    | Smalininkai-Land                       |
| Endriušiai          | Endruszen/Endruschen | Dorf    | Vidkiemis                              |
| Kazikėnai           | Kassigkehmen         | Dorf    | Vidkiemis                              |
| Naudvaris           | Neuhof               | Einsitz | Vidkiemis                              |
| Smalininkai (Dorf)  | Schmalleningken      | Dorf    | Smalininkai-Land                       |
| Smalininkai (Stadt) | Schmalleningken      | Stadt   | Smalininkai-Stadt und Smalininkai-Land |
| Tetervinė           | Auerhahn             | Einsitz | Vidkiemis                              |
| Užbaliai            | Uszballen/Ußballen   | Dorf    | Vidkiemis                              |
| Užtilčiai           | Usztilten/Ußtilten   | Dorf    | Vidkiemis                              |
| Vidkiemis           | Wittkehmen           | Dorf    | Vidkiemis                              |
| Vilktakis           | Wolfspaß             | Einsitz | Vidkiemis                              |

## Personen
- Curt Immisch (1865–1931), deutscher Kaufmann und Politiker (DDP)
- Skirmantas Mockevičius (* 1965), Politiker
- Jonas Matulevičius (* 1957), Politiker